# غوستاف ساندبرغ
غوستاف ساندبرغ (بالسويدية: Gustav Sandberg)‏ (29 فبراير 1888 غوتنبرغ السويد - 27 مايو 1958 غوتنبرغ السويد) هو لاعب كرة قدم سويدي سابق كان يلعب كلاعب وسط، شارك في الألعاب الأولمبية الصيفية 1912.

## روابط خارجية
- غوستاف ساندبرغ على موقع قاعدة بيانات كرة القدم.إي يو (الإنجليزية)
- غوستاف ساندبرغ على موقع ناشيونال فوتبول تيمز (الإنجليزية)
- غوستاف ساندبرغ على موقع أوليمبيديا (الإنجليزية)
- غوستاف ساندبرغ على موقع اللجنة الأولمبية السويدية (السويدية)